# Agrobom
Agrobom ist ein Ort und eine ehemalige Gemeinde (Freguesia) im portugiesischen Kreis Alfândega da Fé. In der Gemeinde lebten 107 Einwohner (Stand 30. Juni 2011).
Am 29. September 2013 wurden die Gemeinden Agrobom, Saldonha und Vale Pereiro zur neuen Gemeinde União das Freguesias de Agrobom, Saldonha e Vale Pereiro zusammengefasst. Agrobom ist Sitz dieser neu gebildeten Gemeinde.